# 実用イタリア語検定
実用イタリア語検定（じつようイタリアごけんてい）は、特定非営利活動法人国際市民交流のためのイタリア語検定協会が実施する、日本語話者向けのイタリア語の検定試験である。伊検と略される。日本におけるイタリア語の民間語学検定の1つである。

## 受験級
受験級は5段階に分けられる。
- 1級 - 広く社会生活に必要なイタリア語、4年制大学のイタリア語専門課程卒業程度以上
- 2級 - 日常生活や業務上必要なイタリア語、4年制大学のイタリア語専門課程卒業程度
- 準2級 -  基本文法について総合的な知識を持ち、日常生活全般に必要なイタリア語
- 3級 - 日常生活に必要な基本的なイタリア語、大学2年修了程度
- 4級 - 平易なイタリア語
- 5級 - 初歩的なイタリア語

## 試験方法
準2級から5級は一次試験のみが実施される。1級および2級は一次試験と二次試験が実施され、一次試験合格者が二次試験を受験できる。

## 試験内容
一次試験ではリスニング（約30分）と筆記試験が行われ、1級から3級の筆記試験には記述問題も含まれる。二次試験では面接委員による口頭試問が行われる。

## 日程
春季、秋季の年2回実施される。ただし、1級および2級は秋季のみ実施されている。例年、春季の日程は一次試験が3月初旬。秋季の日程は一次試験が10月初旬、二次試験が12月初旬となっている。